# Lijst van voetbalinterlands Iran - Sri Lanka
Deze lijst van voetbalinterlands is een overzicht van alle officiële voetbalwedstrijden tussen de nationale teams van Iran en Sri Lanka. De landen hebben tot op heden twee keer tegen elkaar gespeeld. De eerste ontmoeting, een kwalificatiewedstrijd voor de Azië Cup 1996, werd gespeeld in Teheran op 24 oktober 1996. De laatste confrontatie, de returnwedstrijd tijdens dezelfde kwalificatiereeks, vond plaats op 17 juni 1996 in Masqat (Oman).

## Wedstrijden
| № | Plaats  | Datum        | Competitie                 | Wedstrijd        | Uitslag |
| - | ------- | ------------ | -------------------------- | ---------------- | ------- |
| 1 | Teheran | 12 juni 1996 | Azië Cup 1996 kwalificatie | Iran − Sri Lanka | 7 − 0   |
| 2 | Masqat  | 17 juni 1996 | Azië Cup 1996 kwalificatie | Sri Lanka − Iran | 0 − 4   |

## Samenvatting
| Competitie            | Totaal gespeeld | Winst Iran | Gelijk | Winst Sri Lanka | Doelsaldo Iran – Sri Lanka |
| --------------------- | --------------- | ---------- | ------ | --------------- | -------------------------- |
| Azië Cup-kwalificatie | 2               | 2          | 0      | 0               | 11 − 0                     |
| Totaal                | 2               | 2          | 0      | 0               | 11 − 0                     |

FFIRI · 
A-internationals · 
Selecties · Bondscoaches · 
Statistieken · 
Iraans vrouwenelftal · 
Iran U21 · 
Iran U20 · 
Iran U19 · 
Iran U18 · 
Iran U17
1940 – 1969 · 
1970 – 1979 · 
1980 – 1989 · 
1990 – 1999 · 
2000 – 2009 · 
2010 – 2019 ·
2020 − 2029
Asian Cup 1960 · 
Asian Cup 1968 · 
Asian Cup 1972 · 
Asian Cup 1976 · 
Asian Cup 1980 · 
Asian Cup 1984 · 
Asian Cup 1988 · 
Asian Cup 1992 · 
Asian Cup 1996 · 
Asian Cup 2000 · 
Asian Cup 2004 · 
Asian Cup 2007 · 
Asian Cup 2011
WK 1978 · 
WK 1998 · 
WK 2006 · 
WK 2014 · 
WK 2018
OS 1964 · 
OS 1972 · 
OS 1976
1941 · 
1942–1946 · 
1947 · 
1948 · 
1949 · 
1950 · 
1951 · 
1952 · 
1953–1957 · 
1958 · 
1959 · 
1960–1961 · 
1962 · 
1963 · 
1964 · 
1965 · 
1966 · 
1967 · 
1968 · 
1969 · 
1970 · 
1971 · 
1972 · 
1973 · 
1974 · 
1975 · 
1976 · 
1977 · 
1978 · 
1979 · 
1980 · 
1981 · 
1982 · 
1983 · 
1984 · 
1985 · 
1986 · 
1987 · 
1988 · 
1989 · 
1990 · 
1991 · 
1992 · 
1993 · 
1994 · 
1995 · 
1996 · 
1997 · 
1998 · 
1999 · 
2000 · 
2001 · 
2002 · 
2003 · 
2004 · 
2005 · 
2006 · 
2007 · 
2008 · 
2009 · 
2010 · 
2011 · 
2012 ·
2013 ·
2014 ·
2015 ·
2016 ·
2017 ·
2018 ·
2019 ·
2020 ·
2021 ·
2022 ·
2023 ·
2024
Afghanistan ·
Albanië ·
Algerije ·
Angola ·
Argentinië ·
Armenië ·
Australië ·
Azerbeidzjan ·
Bahrein ·
Bangladesh ·
Bolivia ·
Bosnië en Herzegovina ·
Botswana ·
Brazilië ·
Bulgarije ·
Burkina Faso ·
Cambodja ·
Canada ·
Chili ·
China ·
Costa Rica ·
Cyprus ·
Denemarken ·
Duitsland ·
Ecuador ·
Egypte ·
Engeland ·
Filipijnen ·
Frankrijk ·
Georgië ·
Ghana ·
Guam ·
Guatemala ·
Guinee ·
Hongarije ·
Hongkong ·
Ierland ·
IJsland ·
India ·
Indonesië ·
Irak ·
Israël ·
Jamaica ·
Japan ·
Jemen ·
Joegoslavië ·
Jordanië ·
Kameroen ·
Kazachstan ·
Kenia ·
Kirgizië ·
Koeweit ·
Kroatië ·
Laos ·
Libanon ·
Libië ·
Litouwen ·
Madagaskar ·
Malediven ·
Maleisië ·
Mali ·
Marokko ·
Mexico ·
Montenegro ·
Mozambique ·
Myanmar ·
Nederland ·
Nepal ·
Nicaragua ·
Nieuw-Zeeland ·
Nigeria ·
Noord-Korea ·
Noord-Macedonië ·
Oeganda ·
Oekraïne ·
Oezbekistan ·
Oman ·
Oostenrijk ·
Pakistan ·
Palestina ·
Panama ·
Papoea-Nieuw-Guinea ·
Paraguay ·
Peru ·
Polen ·
Portugal ·
Qatar ·
Roemenië ·
Rusland ·
Saoedi-Arabië ·
Schotland ·
Senegal ·
Sierra Leone ·
Singapore ·
Slowakije ·
Sovjet-Unie ·
Spanje ·
Sri Lanka ·
Syrië ·
Tadzjikistan ·
Taiwan ·
Thailand ·
Togo ·
Trinidad en Tobago ·
Tsjecho-Slowakije ·
Tunesië ·
Turkije ·
Turkmenistan ·
Uruguay ·
Venezuela ·
Verenigde Arabische Emiraten ·
Verenigde Staten ·
Vietnam ·
Wales ·
Wit-Rusland ·
Zambia ·
Zuid-Jemen ·
Zuid-Korea ·
Zweden
Angola (2006) ·
Argentinië (2014) ·
Bosnië en Herzegovina (2014) ·
Marokko (2018) ·
Mexico (2006) ·
Nigeria (2014) ·
Portugal (2006) ·
Portugal (2018) ·
Spanje (2018)
FSL ·
A-internationals ·
Sri Lankaans vrouwenelftal
Afghanistan ·
Bahrein ·
Bangladesh ·
Bhutan ·
Brunei ·
Cambodja ·
China ·
DDR ·
Filipijnen ·
Guam ·
Hongkong ·
India ·
Indonesië ·
Irak ·
Iran ·
Japan ·
Jemen ·
Jordanië ·
Kirgizië ·
Laos ·
Libanon ·
Macau ·
Malediven ·
Maleisië ·
Mongolië ·
Myanmar ·
Nepal ·
Noord-Korea ·
Oezbekistan ·
Oman ·
Pakistan ·
Palestina ·
Papoea-Nieuw-Guinea ·
Qatar ·
Saoedi-Arabië ·
Seychellen ·
Singapore ·
Soedan ·
Syrië ·
Tadzjikistan ·
Taiwan ·
Thailand ·
Turkmenistan ·
Verenigde Arabische Emiraten ·
Vietnam ·
Zuid-Korea